# Keith Notary
Keith Ireland Notary (Merritt Island, 22 de janeiro de 1960) é um velejador estadunidense, medalhista olímpico. Ele competiu nos Jogos Olímpicos de Verão de 1992 na classe Tornado e conquistou a medalha de prata, ao lado de Randy Smyth. Mais tarde, Notary trabalhou como projetista de barcos.